# Transpoziție Smiles
Transpoziția Smiles este o reacție organică de transpoziție și a fost denumită după chimistul britanic Samuel Smiles. Reacția este un exemplu de substituție nucleofilă aromatică intramoleculară de tipul:
unde X este o grupă funcțională sulfonă, tioeter, eter sau alt substituent. Grupa terminală Y din catenă acționează ca nucleofil puternic, fiind de exemplu un alcool, o amină sau un tiol.
Transpoziția Truce-Smiles este o variantă modificată a transpoziției Smiles, în care nucleofilul este suficient de puternic astfel încât nu este necesară activarea nucleului aromatic; un exemplu de astfel de nucleofil este un compus organolitic. De exemplu, se pot converti aril-sulfonele la acizii sulfinici corespunzători în prezența n-butillitiu-lui:
O variantă radicalică a transpoziției Smiles a fost raportată de către Stephenson în anul 2015.